# Coalición Pan-azul
La Coalición Pan-azul (en chino: 泛藍聯盟), también llamada Fuerza Pan-azul, es una alianza política de la República de China —comúnmente llamada Taiwán— y está conformada por el Kuomintang, Partido Primero el Pueblo, el Partido Nuevo y La Unión Solidaridad No Partidista, que forma parte de la coalición desde 2004.

## Historia
Chiang Kai-shek se refugia en la isla de Taiwán tras perder la guerra civil china en 1949. Desde este momento iniciaría un proyecto de "sinización" en la población por el que exportaría la educación y cultura del continente chino. Con la caída de la dictadura con Lee Teng-hui en los 90, este fomentaría la identidad taiwanesa, cambiando la postura del Kuomintang del nacionalismo chino al nacionalismo taiwanés. Con esto, varios representantes del partido formarían otros partidos para seguir apoyando la antigua doctrina del partido, como fueron el Partido Nuevo o el Partido Primero el Pueblo. Tras el fracaso electoral en las elecciones del 2000, se expulsó a Lee Teng-hui por desviar la ideología y ruta del partido, y este formaría la Unión Solidaria de Taiwán. Con este partido, junto a otros como el Partido Democrático Progresista, defenderían y promocionarían la identidad taiwanesa y la independencia formal respecto a la República Popular de China. En defensa de este proyecto común, crearían en 2001 la Coalición Pan-verde.
Seguidamente, el Kuomintang reforzaría sus posturas conservadoras y veían factible la unificación pactada con China. Con esta serie de partidos (Kuomintang, Partido Nuevo y Partido Primero el Pueblo), para las elecciones de 2004 crearían la coalición Pan-azul como mecanismo de defensa frente a la colación Pan-verde. El nombre de la coalición fue dado por el color identificativo del Kuomintang, el azul.

## Principios comunes
Esta coalición, conformada por varios partidos políticos con diferentes posturas, tiene una serie de principios que les unen. El punto esencial es su posicionamiento respecto a la visión presente y futura del Estado, el cual entienden que la República de China es un proyecto chino y que es mediante el mantenimiento del statu quo por el cual se podrá mantener su existencia. Inicialmente consideraban que sería necesario la reunificación pactada con China, pero tras los fracasos electorales moderaron sus posturas en favor del statu quo. Este grupo defiende además el nacionalismo chino, que entiende que los ciudadanos de la isla son chinos, tanto étnicamente y culturalmente, producto del proyecto político de Chiang Kai-shek. Por esto mismo están en contra del independentismo taiwanés representado por la Coalición Pan-verde.
También abogan por una política mantener buenas relaciones, tanto en el ámbito económico y social como en el político, con la República Popular China, a pesar ser ideologías contrapuestas (capitalismo y socialismo con características chinas). Otro de los rasgos que les caracterizan son sus posiciones conservadoras, en contraposición de las posturas más progresistas respecto a los derechos civiles que defiende la Coalición Pan-verde.

## Partidos miembros
| Partido                         | Ideología               | Presidente     | Representación |
| ------------------------------- | ----------------------- | -------------- | -------------- |
| Kuomintang                      | Conservadurismo         | Johnny Chiang  | 52/113         |
| Partido Primero el Pueblo       | Liberalismo conservador | James Soong    | 0/113          |
| Nuevo Partido                   | Conservadurismo social  | Wu Cherng-dean | 0/113          |
| Unión Solidaridad No Partidista | Tercera vía             | Lin Pin-kuan   | 0/113          |